# Joachim Wtewael

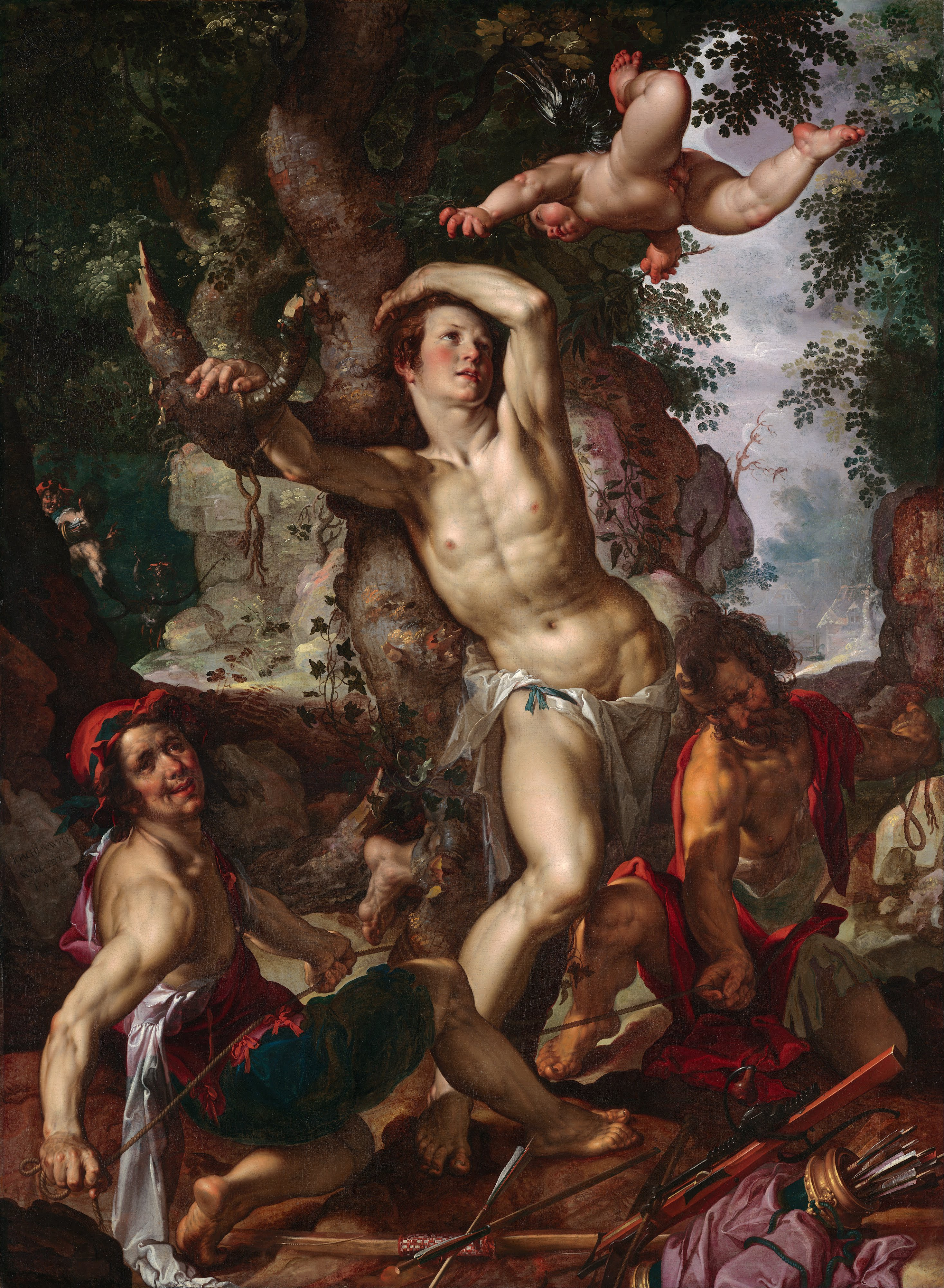
Męczeństwo św. Sebastiana (1600)

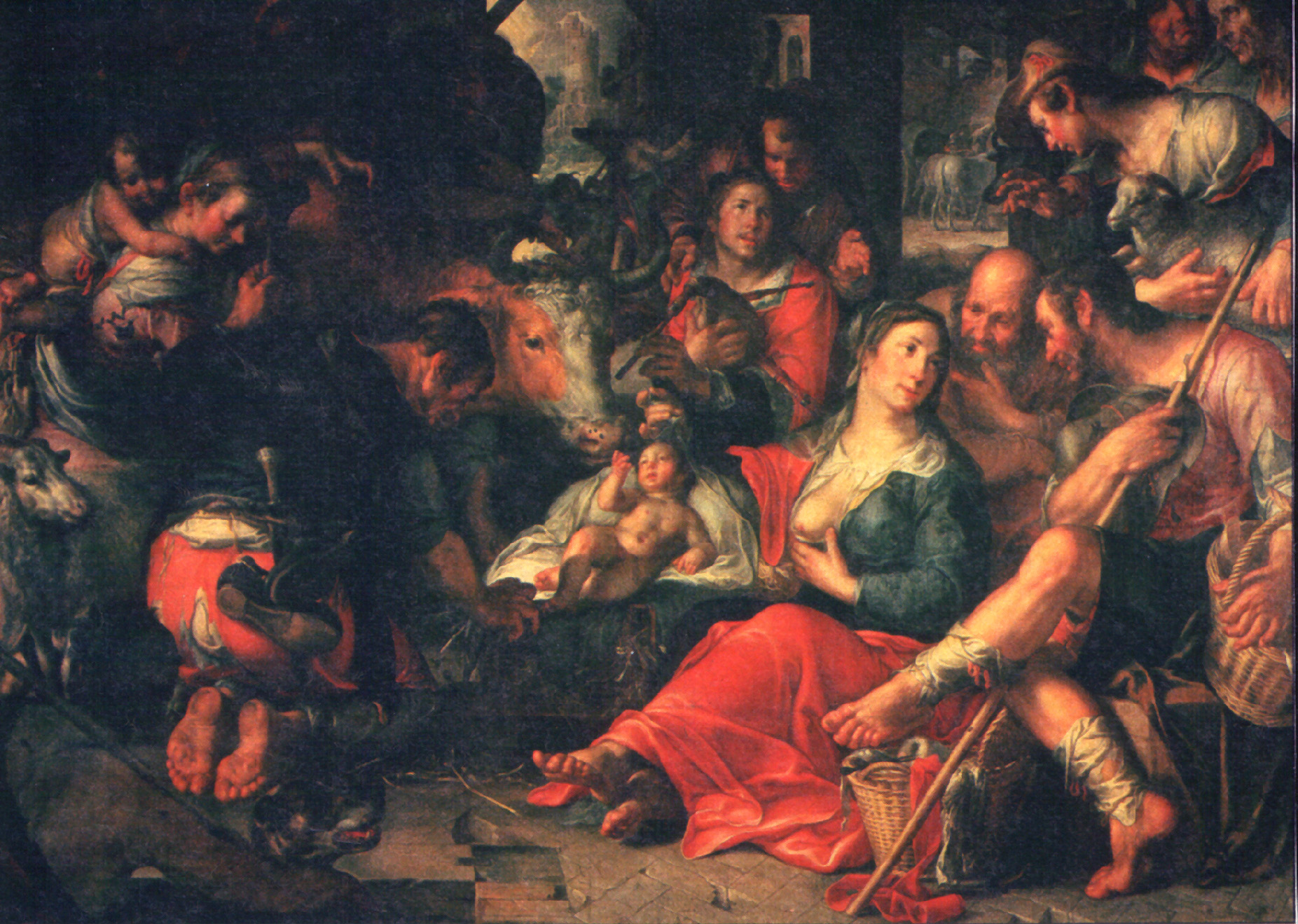
Pokłon pasterzy

Joachim Anthonisz. Wtewael (Utenwael, Uytewael, Wttewael) (ur. w 1566 w Utrechcie, zm. 1 sierpnia 1638 tamże) – niderlandzki malarz okresu późnego manieryzmu.
Swoją działalność rozpoczął tworzeniem rytów na szkle, w pracowni swego ojca w Utrechcie. W 1568 roku rozpoczął kilkuletnią podróż edukacyjną po Francji i Włoszech, podczas której zaczął malować. Około 1590 roku wrócił do Utrechtu, wstąpił tam do gildii siodlarzy, zrzeszającej m.in. malarzy.
Udzielał się w życiu społeczno-politycznym miasta. W 1618 roku był w grupie mieszkańców (wraz z Paulusem Moreelse), która niezadowolona z działań ówczesnej rady miejskiej, wystąpiła z wnioskiem o jej odwołanie.
Jego prace były utrzymane w stylistyce manieryzmu, w jego tradycyjnej odmianie. W jego malarstwie dominowały sceny biblijne i mitologiczne.

## Dzieła
- Chrystus z dziećmi (1621), 86 x 114,5 cm, Ermitaż, Sankt Petersburg
- Diana i Akteon (1607), 58 x 59 cm, Muzeum Historii Sztuki w Wiedniu
- Jupiter i Danae (1606–1610), 20,5 x 15,5 cm, Luwr, Paryż
- Lot z córkami (1600), 209 x 166 cm, Ermitaż, Sankt Petersburg
- Mars i Wenus zaskoczeni przez Wulkana (1601), 20,3 x 15,5 cm, Mauritshuis, Haga
- Męczeństwo św. Sebastiana (1600), 169,5 cm x 125 cm, Nelson-Atkins Museum of Art, Kansas City
- Sąd Parysa (1615), 60 x 79 cm, National Gallery w Londynie
- Sąd Parysa (ok. 1605), 22 x 28 cm, Muzeum Sztuk Pięknych w Budapeszcie
- Scena kuchenna (1605), 65 x 98 cm, Gemäldegalerie, Berlin
- Święta Rodzina z aniołami i świętymi (1606–1610), 20 x 15,5 cm, Muzeum Thyssen-Bornemisza, Madryt
- Uwolnienie Andromedy przez Perseusza (1611), 180 x 150 cm, Luwr, Paryż
- Wskrzeszenie Łazarza (1595–1600), 158 x 208 cm, Musée des Beaux-Arts, Lille